# Яблочково (Белгородская область)
Я́блочково — село в Шебекинском городском округе Белгородской области России.

## География
Находится в южной части Белгородской области, в лесостепной зоне, в пределах юго-восточных отрогов Среднерусской возвышенности, на берегах реки Короча, на расстоянии примерно 9 км (по прямой) к северо-востоку от Шебекино, административного центра района. Абсолютная высота — 119 м над уровнем моря.

### Климат
Климат характеризуется как умеренно континентальный, с холодной зимой и жарким летом. Среднегодовая температура воздуха — 7,7 °C. Абсолютный минимум температуры воздуха самого холодного месяца (января) — −38 °C, абсолютный максимум температуры воздуха самого тёплого месяца (июля) — 41 °С. Безморозный период длится около 153 дней. Годовое количество атмосферных осадков — 520 мм, из которых большая часть выпадает в тёплый период. Снежный покров держится в течение 109 дней.

### Часовой пояс
Село Яблочково, как и вся Белгородская область, находится в часовой зоне МСК (московское время). Смещение применяемого времени относительно UTC составляет +3:00.

## Население
| 2002 | 2010 |
| ---- | ---- |
| 175  | ↗178 |

### Половой состав
По данным Всероссийской переписи населения 2010 года, в гендерной структуре населения мужчины составляли 48,9 %, женщины — соответственно 51,1 %.

### Национальный состав
Согласно результатам переписи 2002 года, в национальной структуре населения русские составляли 95 %.